# Cymbidium qiubeiense
Cymbidium qiubeiense är en orkidéart som beskrevs av Kuo Mei Feng och Hen Li. Cymbidium qiubeiense ingår i släktet Cymbidium, och familjen orkidéer. Inga underarter finns listade i Catalogue of Life.